# Естетизъм
Естетизмът (или още естетично движение) е интелектуално и художествено движение, подкрепящо акцента върху естетическите ценности повече отколкото на социално-политическите теми в литературата, изобразителното изкуство, музиката и другите изкуства. Това означава, че изкуството от това конкретно движение се фокусира повече върху това да бъде красиво, отколкото да има по-дълбоко значение – „Изкуство за изкуството“. Това е особено важно в Европа през XIX век, подкрепено от забележителни фигури като Оскар Уайлд, но съвременните критици също са свързани с естетичното движение като например Харолд Блум, като според него през XX век в хуманитарните отдели нарастващ проблем е излагането на социална и политическа идеология от различни литературни произведения.
През XIX век естетизмът е свързан с други движения като символизма и декаденството, представени във Франция и арт движението декадентимо в Италия е британската версия на същия италиански стил.